# Banta linnei
Banta linnei is een dagvlinder uit de familie Hesperiidae (dikkopjes). De lengte van de voorvleugel van de vlinder bedraagt ongeveer 18,5 millimeter. De soort is bekend uit Papoea op Nieuw-Guinea.
De soort is beschreven in een special van Zoologische Mededelingen, uitgegeven door Naturalis, die op 1 januari 2008 verscheen ter ere van het 250-jarig bestaan van de zoölogische nomenclatuur. Op 1 januari 1758 verscheen namelijk de tiende editie van Systema naturae van Carl Linnaeus. De soortaanduiding linnei verwijst ook naar Linnaeus.